# Gare de Longeray-Léaz
La gare de Longeray-Léaz est une gare ferroviaire française  (fermée aux voyageurs) de la ligne de Lyon-Perrache à Genève (frontière) et de bifurcation avec la ligne de Longeray-Léaz au Bouveret, située au hameau de Longeray sur le territoire de la commune de Léaz, dans le département de l'Ain dans la région Auvergne-Rhône-Alpes.

## Situation ferroviaire
Établie à 385 m d'altitude, la gare de Longeray-Léaz est située au point kilométrique (PK) 139,802 de la ligne de Lyon-Perrache à Genève (frontière). entre les gares de Bellegarde et Collonges - Fort-l'Écluse (fermée aux voyageurs) et à l'origine de la ligne de Longeray-Léaz au Bouveret avant la gare ouverte de Valleiry. 
Elle est précédée par le tunnel du Crêt-d'Eau, d'une longueur de 4 008 m et, vers Le Bouveret, par le viaduc de Longeray (182 m).

## Histoire
C'est une gare dans la nomenclature 1911 des gares, stations et haltes, de la Compagnie des chemins de fer de Paris à Lyon et à la Méditerranée sous l'appellation Longeray. Elle portait le no 25 de la section de Culoz à Genève et le no 17 de la section de Bellegarde au Bouveret. Elle ne disposait pas des services grande et petite vitesse.

## Service des voyageurs
Gare fermée.

## Service ferroviaire
Du personnel vient gérer le poste d'aiguillage à commande manuelle.

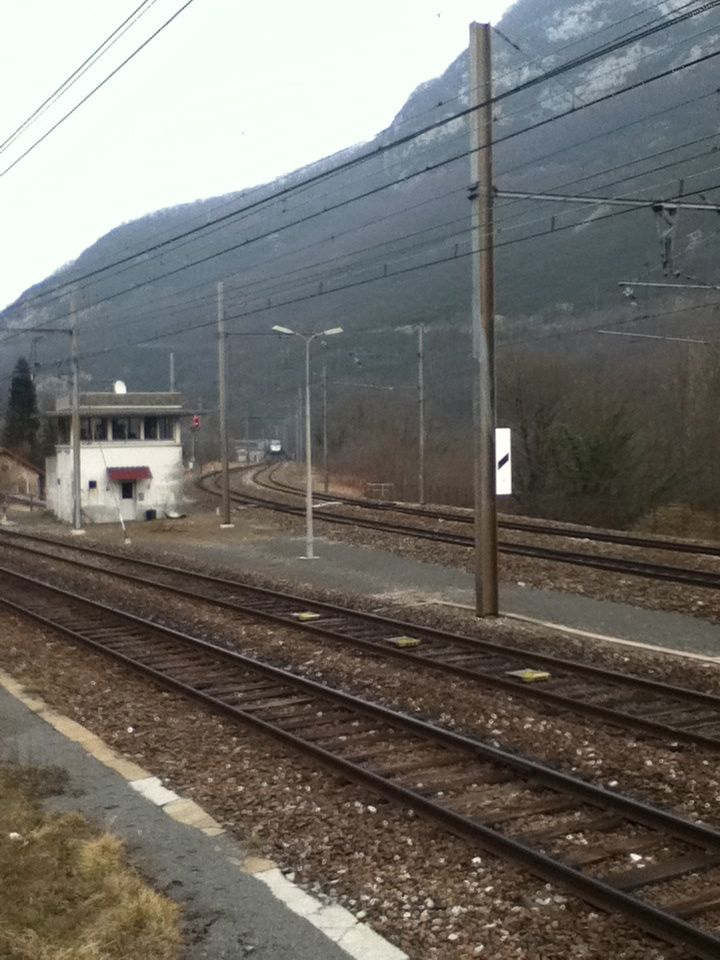
En sortie de gare, le poste d'aiguillage de la bifurcation. À gauche la ligne de Lyon à Genève et à droite la ligne vers le viaduc et Le Bouveret